# Liste des édifices labellisés « Architecture contemporaine remarquable » des Côtes-d'Armor
Cet article recense les édifices labellisés « Architecture contemporaine remarquable » des Côtes-d'Armor, en France.
Le label « Architecture contemporaine remarquable » remplace depuis 2016 l'ancien label « Patrimoine du XXe siècle ». Il ne prend en compte que des édifices de moins de 100 ans à la date de labellisation, et qui ne sont pas protégés comme monuments historiques.
Au début 2024, les Côtes-d'Armor comptent 3 édifices ainsi labellisés.

## Liste
| Monument           | Commune      | Adresse                | Coordonnées                        | Notice     | Date | Illustration               |
| ------------------ | ------------ | ---------------------- | ---------------------------------- | ---------- | ---- | -------------------------- |
| Maison Orain       | Lannion      | 6 rue de la Coudraie   | 48° 44′ 13″ nord, 3° 27′ 26″ ouest | ACR0000251 | 2000 | Image manquante Téléverser |
| Lycée Ernest-Renan | Saint-Brieuc | Boulevard de l'Hérault | 48° 30′ 57″ nord, 2° 45′ 12″ ouest | ACR0000252 | 2006 | Image manquante Téléverser |
| Cité Hélios        | Trébeurden   |                        | 48° 46′ 30″ nord, 3° 34′ 49″ ouest | ACR0000253 | 2006 | Image manquante Téléverser |